# A descubierto y a cubierto

Diagrama que muestra las unidades «a descubierto» (rojo) y «a cubierto» (azul) con otra unidad (verde) abriendo fuego a las tropas a descubierto.

A descubierto y a cubierto son conceptos en tácticas militares que se utilizan para indicar la exposición de una formación militar al fuego enemigo. Una formación o posición está «a descubierto» si el fuego del enemigo puede dirigirse en su eje más largo. Una unidad o posición está «a cubierto» si utiliza obstáculos naturales o artificiales para protegerse u ocultarse de la línea de tiro del fuego hostil. Las estrategias fueron originalmente bautizadas por los franceses durante la Guerra de los Cien Años con los términos enfiler (literalmente «poner una cuerda o una honda») y défiler («escabullirse o quitarse»), adoptadas por la nobleza inglesa de la época.
El fuego de a descubierto o de enfilada (disparos dirigidos contra una formación o posición a descubierto) también se conoce comúnmente como «fuego a discreción». Esta acción se suele utilizar para el ametrallamiento, disparando a objetivos desde una plataforma voladora, a menudo se realiza con fuego a discreción. Es una posición muy ventajosa y muy buscada para las fuerzas de ataque.

## A descubierto

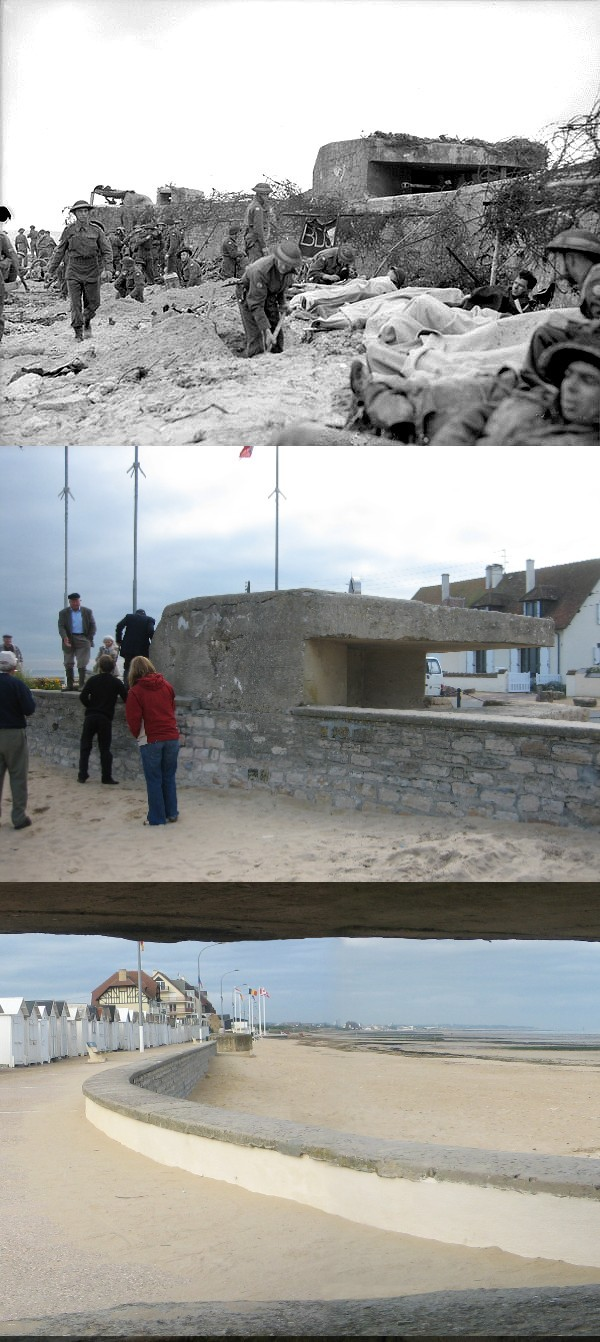
De arriba abajo: un búnker alemán en la playa de Juno con soldados canadienses heridos, 6 de junio de 1944. El mismo búnker en septiembre de 2006. Finalmente, la vista del campo de tiro del búnker con respecto al malecón.

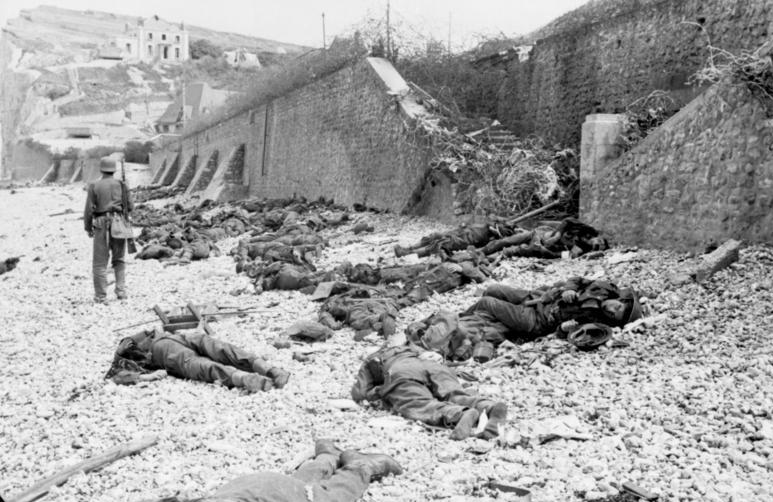
El letal resultado del fuego a discreción durante la batalla de Dieppe de 1942: los soldados canadienses muertos yacen donde cayeron en «Blue Beach». Atrapados entre la playa y el malecón fortificado, se convirtieron en objetivos fáciles para las ametralladoras MG 34 en un búnker alemán. La rendija de tiro del búnker se puede ver a lo lejos, justo encima de la cabeza del soldado alemán.

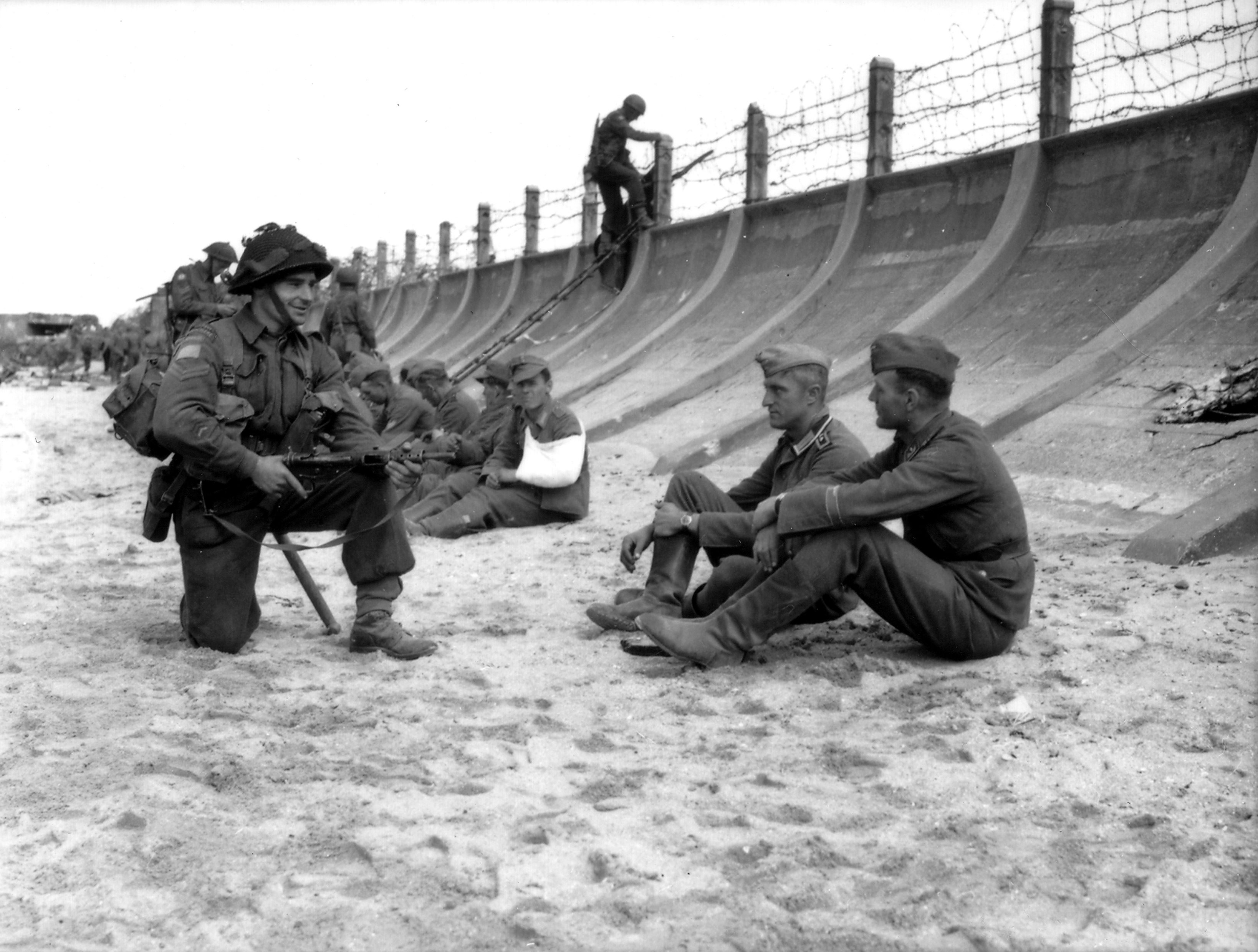
La playa de Juno el día D en 1944. La cerca de alambre de púas es tosca y no muy alta. Sin embargo, cuando se combina con el malecón empinado y curvo, ralentiza a cualquier atacante, dando tiempo al búnker de ametralladoras (visible en el lateral izquierdo) para enfilar a cualquier atacante. Al fondo se puede ver un soldado, obligado a usar una escalera.

Una formación o posición está «a descubierto» si el fuego enemigo puede dirigirse en su eje más largo. Por ejemplo, una trinchera está a descubierto si el oponente puede disparar a lo largo de la trinchera. Una columna de tropas en marcha a descubierto se puede enfilar mediante un disparo frontal o desde la retaguardia, de manera que los proyectiles viajen a lo largo de la columna. Una fila o línea de tropas que avanzan a descubierto se puede enfilar si se dispara desde un costado (desde el flanco).

## A cubierto
Una unidad o posición está «a cubierto» si utiliza obstáculos naturales o artificiales para protegerse u ocultarse.
Las posiciones a cubierto en las cimas de las colinas son ventajosas porque crean un «espacio muerto», en el que no se puede atacar con fuego directo, frente a la posición. Lo ideal sería que este espacio muerto estuviera cubierto por campos de fuego cruzado de otras posiciones cercanas y/o fuego indirecto planificado previamente, como morteros u otras formas de artillería.
En el caso de las armas antitanque, y especialmente de los cohetes antitanque portátiles de corto alcance, las posiciones a cubierto tras una colina tienen varias ventajas importantes. Esto se debe a que el espacio muerto creado por la cresta intermedia de la colina impide que un tanque que se acerque use el alcance de sus armas de fuego directo, y ni el atacante ni el defensor tendrán un tiro claro hasta que el tanque esté dentro del alcance del arma antitanque del defensor. En dichos enfrentamientos, el tanque suele tener una desventaja adicional, porque el defensor en la mayoría de los casos estará camuflado, mientras que el tanque atacante estará a descubierto y su silueta será perfectamente visible en el horizonte, lo que le proporciona al defensor mayor facilidad de tiro.

## Combinación a descubierto y a cubierto
Una unidad situada a descubierto amenaza a un enemigo que decide sortearla y avanzar, ya que al moverse en fila el enemigo quedaría a cubierto. La unidad aliada estaría en una posición que está protegida por el terreno de fuego enemigo directo, y al mismo tiempo podría disparar al enemigo de manera efectiva.

## Otras lecturas
- Russian Fortresses, 1480–1682. Osprey Publishing. 28 de febrero de 2006. ISBN 1-84176-916-9.
- Chartrand, René (20 de marzo de 2005). French Fortresses in North America 1535–1763: Québec, Montréal, Louisbourg and New Orleans (Fortress 27). Osprey Publishing. ISBN 978-1-84176-714-7.

- Datos: Q112481674